# Domszyno
Domszyno (ros. Домшино) – wieś w Rosji, w rejonie szeksnińkim obwodu wołogodzkiego. W 2010 r. liczyła 9 mieszkańców.